# Cantons del Yonne

Districtes i cantons del Yonne

Els cantons del Yonne (Borgonya) són 42 i s'agrupen en tres districtes:
- Districte d'Auxerre (22 cantons, amb cap a la prefectur d'Auxerre):

cantó d'Aillant-sur-Tholon - cantó d'Auxerre-Est - cantó d'Auxerre-Nord - cantó d'Auxerre-Nord-Oest - cantó d'Auxerre-Sud - cantó d'Auxerre-Sud-Oest - cantó de Bléneau - cantó de Brienon-sur-Armançon - cantó de Chablis - cantó de Charny - cantó de Coulanges-la-Vineuse - cantó de Coulanges-sur-Yonne - cantó de Courson-les-Carrières - cantó de Joigny - cantó de Ligny-le-Châtel - cantó de Migennes - cantó de Saint-Fargeau - cantó de Saint-Florentin - cantó de Saint-Sauveur-en-Puisaye - cantó de Seignelay - cantó de Toucy - cantó de Vermenton
- Districte d'Avallon (10 cantons, amb cap a la sotsprefectura d'Avallon):

cantó d'Ancy-le-Franc - cantó d'Avallon - cantó de Cruzy-le-Châtel - cantó de Flogny-la-Chapelle - cantó de Guillon - cantó de L'Isle-sur-Serein - cantó de Noyers - cantó de Quarré-les-Tombes - cantó de Tonnerre - cantó de Vézelay
- Districte de Sens (10 cantons, amb cap a la sotsprefectura de Sens):

cantó de Cerisiers - cantó de Chéroy - cantó de Pont-sur-Yonne - cantó de Saint-Julien-du-Sault - cantó de Sens-Nord-Est - cantó de Sens-Oest - cantó de Sens-Sud-Est - cantó de Sergines - cantó de Villeneuve-l'Archevêque - cantó de Villeneuve-sur-Yonne